# ۱۲۲ (میلادی)
۱۲۲ (میلادی) صد و بیست و دومین سال تقویم میلادی است.

## درگذشتگان
‎